# Ebru Timtik
Ebru Timtik (1978-Estambul, Turquía, 27 de agosto de 2020) fue una abogada de derechos humanos de origen kurdo-turco que murió debido a una huelga de hambre en protesta por un juicio injusto en Turquía que la llevó a la cárcel junto con otros 17 abogados conocidos por representar a personas críticas con el gobierno turco en septiembre de 2017.

## Biografía
Timtik formaba parte de un grupo de dieciocho abogados detenidos en septiembre de 2017. Todos eran miembros, o de la Asociación de Abogados Progresistas (en turco: Çağdaş Hukukçular Derneğii, ÇHD), o del Despacho de Derecho Popular (en turco: Halkın Hukuk Bürosu), conocido por representar a clientes críticos con el gobierno turco. En marzo de 2019, fueron declarados culpables de pertenencia o asociación al ilegalizado Partido Revolucionario de Liberación del Pueblo (DHKP-C) y condenados a largas penas de prisión. Timtik fue condenada a trece años y seis meses de prisión y Aytaç Ünsal a diez años y seis meses. Milena Buyum, directora principal de campaña de Amnistía Internacional en Turquía, calificó las condenas de "parodia de la justicia, que demuestran una vez más la incapacidad de los tribunales paralizados por la presión política de dictar un juicio justo". Pidió que se pusiera en libertad incondicional a los abogados y que se anularan las condenas. En octubre, la apelación de Timtik ante el Tribunal Regional de Apelaciones de Estambul fue rechazada. En el momento de su muerte, su apelación ante el Tribunal Supremo de Turquía estaba pendiente.  

## Huelga de hambre
El 2 de enero de 2020, Timtik inició una huelga de hambre para luchar por su derecho a un juicio justo y Ünsal se unió a ella el 2 de febrero. El 5 de abril ambos declararon que seguirían con su ayuno hasta su muerte. El 1 de junio, la Asociación Internacional de Abogados Demócratas presentó una petición firmada por 365 abogados extranjeros y cuatrocientos turcos a la Corte Suprema instándola a absolver a los abogados encarcelados. En las primeras horas del 30 de julio, Timtik y Ünsal fueron trasladados de la prisión de alta seguridad de Silivri a hospitales separados en Estambul. El 12 de agosto de 2020, la Asociación Europea de Abogados por la Democracia y los Derechos Humanos en el Mundo envió una carta abierta dirigida a las Naciones Unidas, expresando su grave preocupación por los abogados en huelga de hambre. Su prima, que la visitó en el hospital, declaró que Timtik recibía presiones constantes para romper su ayuno: "están constantemente maniobrando para romper su voluntad. Están usando todos los pretextos posibles." Después de 238 días de ayuno, Timtik murió el 27 de agosto de 2020 en el Bakırköy Dr. Sadi Konuk Research And Training Hospital de Estambul, pesando solo treinta kg. Se convirtió en la cuarta prisionera turca en morir en huelga de hambre este año, tras las muertes de Helin Bölek, İbrahim Gökçek y Mustafa Koçak a principios de año.

### Repercusión
Deutsche Welle informó que la policía turca impidió la participación de sus simpatizantes en el funeral en el cementerio, atacándolos con vehículos blindados, un helicóptero y gas lacrimógeno.

## Reacciones a su muerte
La noticia de la muerte de Timtik fue recibida con condenas por parte del poder judicial turco: 
- La política turca Nesrin Nas escribió en su Twitter: "Lo siento mucho. Ella solo quería un juicio justo. Un estado que hace oídos sordos a las peticiones de sus ciudadanos de un juicio justo... ¿hacia dónde estamos yendo?" [6]
- El músico turco Zülfü Livaneli escribió en su Twitter que su muerte fue la "Muerte de la humanidad, la justicia y la conciencia" en Turquía.
- El político de oposición turco Sezgin Tanrıkulu en una entrevista criticó duramente la decisión de no liberarla: "Vergüenza para aquellos que decidieron no dejarla en libertad, aún cuando habíamos rogado a la Corte de Casación (la Corte Suprema) que estuviera a cargo de este archivo".
- La asociación European Democratic Lawyers tuiteó: "Desde todas partes del mundo hicimos todo lo posible, pero a causa de la injusticia del sistema judicial disfuncional de Turquía, no pudimos rescatarla".[14]
- La Comisaria de Derechos Humanos, Dunja Mijatović, declaró: "La muerte de Timtik es una trágica ilustración del sufrimiento humano causado por un sistema judicial en Turquía que se ha convertido en una herramienta para silenciar a abogados, defensores de los derechos humanos y periodistas, a través del desprecio sistemático por los más básicos principios del estado de derecho".[15]
- Una declaración del Servicio Europeo de Acción Exterior afirmó: "El trágico resultado de su lucha por un juicio justo ilustra dolorosamente la urgente necesidad de que las autoridades turcas aborden de manera verosímil la situación de los derechos humanos en el país, que se ha deteriorado gravemente en los últimos años, así como las graves deficiencias observadas en el poder judicial".[12]